# Kim Wan-Sun
Kim Wan-sun (Hangul: 김완선, Hanja: 金緩宣) nasceu em 16 de maio de 1969 é uma cantora pop sul-coreana que ganhou reconhecimento nos anos 1980 e início dos anos 1990. Ficou conhecida como a "Madonna Coreana" e como a "Rainha da Dança" na era renascentista da música popular coreana, anterior ao desenvolvimento do gênero que viria a ser conhecido como Kpop, com suas coreografias sensuais, seu carisma e presença de palco. 

## Biografia
Kim Wan-sol era Kim I-sun, a terceira de cinco filhas de seus pais. Quando ela estava no ensino médio, Kim começou a treinar para ser uma cantora e dançarina sob a orientação de sua tia, Han Baek-hee, que gerenciava músicos de sucesso, incluindo o cantor Insooni. Han rigorosamente treinou Kim por três anos, um período em que Kim abandonou a escola e não visitou seus pais.